# (9551) Kazi
(9551) Kazi (1985 UJ) – planetoida z grupy przecinających orbitę Marsa okrążająca Słońce w ciągu 4,26 lat w średniej odległości 2,63 j.a. Odkryta 20 października 1985 roku.